# گلابلو
گلابلو یک روستا در ایران است که در دهستان انگوران واقع شده‌است. گلابلو ۸۵ نفر جمعیت دارد.